# Reigoso (Montalegre)
Reigoso ist eine Gemeinde (Freguesia) im portugiesischen Kreis Montalegre. In ihr leben 130 Einwohner (Stand 19. April 2021).